# Hirundo nigrorufa
La golondrina rojinegra (Hirundo nigrorufa) es una especie de ave paseriforme de la familia Hirundinidae propia de África Central. Se encuentra en Angola, República Democrática del Congo y Zambia. Su estado de conservación aún no es preocupante.